# Zamašnjak
Zamašnjak je teški kotač koji, kada se zavrti, velikim momentom tromosti ili inercije ublažuje nemirni rad stroja (zbog udarnih opterećenja drobilica, alatnih ili valjaoničkih strojeva i drugo), nakupljenom kinetičkom energijom svladava mrtve točke strojeva (na primjer parnoga stroja), ili služi za stabilizaciju gibanja vozila, satelita, projektila i drugo (zvrk). Obično je to željezni ili čelični puni kotač, ili mu je veći dio mase raspoređen po vijencu. U prošlom je stoljeću bilo pokušaja da se zamašnjak upotrijebi i za pogon vozila, na primjer žirobusa; na postajama bi se zamašnjak zavrtio elektromotorom, a među postajama bi se postupno iskorištavala njegova kinetička energija za pokretanje žirobusa. Danas se intenzivno radi na razvoju sustava za akumuliranje energije kočenja automobila KERS (akronim od engl. Kynetic Energy Recovery System), a jedan dio sustava zasnovan je na zamašnjaku.

## Zamašnjak kod parnog stroja
Kod parnog stroja pretvara se pravocrtno gibanje stapa preko ojnice i koljenastog vratila u okretno (rotaciono) gibanje. Tlak vodene pare u cilindru stalno se mijenja, a osim toga mijenja se i zakretni moment u raznim položajima ojnice. Da bi se ujednačio rad parnog stroja služi zamašnjak, to jest kotač velike mase, koji je smješten na glavnom vratilu. On skuplja suvišak energije za vrijeme neopterećenosti stroja, a kod preopterećenosti je vraća i tako izjednačuje brzinu i hod stroja. Kod iste snage stroja zamašnjak ima to veću masu što je broj okretaja stroja manji.

## Zvrk
Zvrk, u fizici, je svako tijelo određene mase koje se vrti oko svoje osi te zbog momenta tromosti ili inercije tu vrtnju (rotaciju) održava. Svojstvo održavanja vrtnje ima široku primjenu, od dječjih igračaka do raznovrsnih tehnoloških uređaja.

## KERS
Kinetic Energy Recovery System ili kratica KERS je sustav (baterija) za spremanje (prikupljanje) kinetičke energije dobivene kočenjem. Trenutačno je razvitku, a koristi se na bolidima Formule 1. FIA je u sezoni Formule 1 2008./09. dopustila korišenje KERS-a od 60 kW. Prilikom kočenja kinetička energija se (masa i brzina vozila...) pri trenju diskova pretvara u toplinsku energiju, a energija postepeno gubi. KERS služi upravo tome da se jedan dio toplinske energije pri trenju diskova, preusmjeri u uređaj (sustav) koji će na neki način prikupiti. Energija se sakuplja u kondenzatoru koji se na pravcu prazni te poboljšava rad motora.

## Slike
|                         |                                           |                    |                          |
| Industrijski zamašnjak. | Traktor s izloženim vanjskim zamašnjakom. | Dio KERS-a bolida. | Zamašnjak parnog stroja. |